# Dan Anderson (cestista 1951)
Daniel Edward Anderson, detto Dan (Torrance, 1º gennaio 1951), è un ex cestista statunitense, professionista nella NBA.

## Carriera
Venne selezionato dai Portland Trail Blazers al sesto giro del Draft NBA 1974 (92ª scelta assoluta).